# Tobias Rau
Tobias Rau (ur. 31 grudnia 1981 w Brunszwiku) – niemiecki piłkarz grający na pozycji lewego obrońcy. Jego karierę przerwały liczne kontuzje, dlatego w wieku 27 lat postanowił zakończyć karierę.

## Kariera klubowa
Rau pochodzi z Brunszwiku. W 1986 roku podjął treningi w małym amatorskim klubie o nazwie Sportfreunde Ölper. W drużynie młodzieżowej występował do 1996 roku i wtedy też zaczął trenować w największym klubie w mieście, Eintrachcie Brunszwik. W 1999 roku został członkiem kadry pierwszej drużyny i przez kolejne dwa sezony występował w rozgrywkach Regionalligi Północnej.
Latem 2001 roku Rau trafił do pierwszej ligi. Podpisał kontrakt z zespołem VfL Wolfsburg (kosztował 600 tysięcy euro), a 18 sierpnia zadebiutował w Bundeslidze w zremisowanym 1:1 domowym meczu z SC Freiburg. Natomiast w marcowym spotkaniu z 1. FC Köln (5:1) po raz pierwszy w ekstraklasie wpisał się na listę strzelców. W zespole „Wilków” występował w podstawowym składzie i rozegrał łącznie 48 spotkań, w których zdobył jednego gola. W 2002 roku zajął 10. miejsce w lidze, a w 2003 - 8.
Latem 2003 roku Rau przeszedł do Bayernu Monachium. Kosztował 2,2 miliona euro. Swój pierwszy mecz w bawarskiej drużynie rozegrał 1 sierpnia przeciwko Eintrachtowi Frankfurt. Jednak na skutek wysokiej konkurencji w składzie Bayernu był tylko rezerwowym i przegrywał rywalizację z takimi zawodnikami jak Bixente Lizarazu czy Hasan Salihamidžić. Przez dwa lata rozegrał zaledwie 13 meczów w Bundeslidze, a także kolejnych 7 w amatorskich rezerwach Bayernu. W 2004 roku był wicemistrzem Niemiec i zdobył Puchar Ligi Niemieckiej, a w 2005 roku wywalczył mistrzostwo kraju i Puchar Niemiec.
W lipcu 2005 roku Rau został sprzedany z Bayernu do Arminii Bielefeld. W Arminii jednak nie odzyskał dawnej formy i zarówno sezon 2005/2006, jak i 2006/2007 spędził na ławce rezerwowych lub lecząc kontuzje. W 2009 roku zakończył karierę.
| Sezon   | Klub                   | Kraj   | Rozgrywki    | Mecze | Bramki |
| ------- | ---------------------- | ------ | ------------ | ----- | ------ |
| 1999/00 | Eintracht Brunszwik    | Niemcy | Regionalliga | 26    | 1      |
| 2000/01 | Eintracht Brunszwik    | Niemcy | Regionalliga | 34    | 0      |
| 2001/02 | VfL Wolfsburg          | Niemcy | Bundesliga   | 22    | 1      |
| 2001/02 | VfL Wolfsburg amat.    | Niemcy | Regionalliga | 4     | 0      |
| 2002/03 | VfL Wolfsburg          | Niemcy | Bundesliga   | 27    | 0      |
| 2003/04 | Bayern Monachium       | Niemcy | Bundesliga   | 8     | 0      |
| 2003/04 | Bayern Monachium amat. | Niemcy | Regionalliga | 2     | 0      |
| 2004/05 | Bayern Monachium       | Niemcy | Bundesliga   | 5     | 0      |
| 2004/05 | Bayern Monachium amat. | Niemcy | Regionalliga | 5     | 0      |
| 2005/06 | Arminia Bielefeld      | Niemcy | Bundesliga   | 14    | 0      |
| 2006/07 | Arminia Bielefeld      | Niemcy | Bundesliga   | 5     | 0      |
| 2007/08 | Arminia Bielefeld      | Niemcy | Bundesliga   | 10    | 0      |
| 2008/09 | Arminia Bielefeld      | Niemcy | Bundesliga   | 3     | 0      |

## Kariera reprezentacyjna
W reprezentacji Niemiec Rau zadebiutował 12 lutego 2003 roku w przegranym 1:3 towarzyskim spotkaniu z Hiszpanią. W kadrze narodowej grał tylko w 2003 roku i rozegrał 7 spotkań oraz zdobył jedną bramkę (w wygranym 4:1 meczu z Kanadą).